# Erwin Pröll
Erwin Pröll (ur. 24 grudnia 1946 w Ziersdorf) – austriacki polityk, działacz Austriackiej Partii Ludowej (ÖVP), od 1992 do 2017 starosta krajowy Dolnej Austrii.

## Życiorys
Ukończył szkołę średnią w Tulln, a następnie studia na Uniwersytecie Rolniczym (BOKU) w Wiedniu. Pracował w strukturach rolniczego związku zawodowego Österreichischer Bauernbund afiliowanego przy Austriackiej Partii Ludowej. Od 27 marca 1980 do 22 stycznia 1981 był członkiem rządu Dolnej Austrii (Landesratem). Od 22 stycznia 1981 do 21 października 1992 zajmował stanowisko zastępcy starosty krajowego Dolnej Austrii. 23 października 1992 Erwin Pröll objął urząd starosty krajowego Dolnej Austrii. W styczniu 2017 zapowiedział swoją rezygnację z tego urzędu po ponad 24 latach jego sprawowania. Zakończył urzędowanie 19 kwietnia tegoż roku.
Erwin Pröll jest żonaty, ma czwórkę dzieci. Jest wujem Josefa Prölla, pełniącego funkcję przewodniczącego ÖVP.